# Augusta Wästfelt
Augusta Charlotta Sofia Wästfelt, född den 18 juni 1850 på Ågården, Råda socken, Skaraborgs län, död den 3 oktober 1920 i Stockholm, var en svensk författare.
Wästfelt tillhörde adelsätten Wästfelt och var brorsdotter till Ludvig Henrik Benjamin Wästfelt samt kusindotter till Fredrik Adolf, Alexander Johan, Axel Georg och Gerhard Wästfelt.
Augusta Wästfelt var 1884 en av stiftarna av Svenska kvinnoföreningen för fosterlandets försvar, vars sekreterare hon var till några månader före sin död och för vars framgång hon arbetade med sällspord viljekraft och hänförelse.